# Calymmaria monterey
Calymmaria monterey là một loài nhện trong họ Hahniidae.
Loài này thuộc chi Calymmaria. Calymmaria monterey được miêu tả năm 2004 bởi Heiss & Draney.